# Košuća
Košuća je naseljeno mjesto u sastavu općine Bosanska Dubica, Republika Srpska, BiH.

## Stanovništvo
| Košuća             |              |
| godina popisa      | 1991.        |
| Srbi               | 245 (90,41%) |
| Hrvati             | 0            |
| Muslimani          | 0            |
| Jugoslaveni        | 11 (4,06%)   |
| ostali i nepoznato | 15 (5,53%)   |
| ukupno             | 271          |